# Allium caput-medusae
Allium caput-medusae — вид рослин з родини амарилісових (Amaryllidaceae); ендемік М'янми.

## Поширення
Ендемік північної М'янми.